# محمدتقی بهرامی حران
م‍ح‍م‍دت‍ق‍ی ب‍ه‍رام‍ی‌ح‍ران (زادهٔ ۱۳۱۴) مترجم ایرانی است. وی دانش‌آموخته رشته زبان انگلیسی است و از زبان‌های انگلیسی، فرانسوی آثاری را از شاهکارهای ادبیات جهان به زبان فارسی ترجمه کرده‌است.

## آثار
- آلیس آن سوی آینه، لوئیس کارول، تهران: جامی، ۱۳۷۴.
- ماجراهای آلیس در سرزمین عجایب، لوئیس کارول، تهران: جامی، ۱۳۷۴.
- رساله‌ای به نام در بقاء روح (از مجموع رسالات فلسفه نظری)، سنت آگوستین، تهران: بنگاه ترجمه و نشر کتاب، ۱۳۴۳.
- گنج یونانی، ایروینگ استون، تهران: جامی، ۱۳۶۹.
- ارغنون سوم: سومین قانون اندیشه (در موضوع منطق عرفانی)، پ.د. اوسپنسکی، تهران: نشر بنیاد، ۱۳۷۰.
- الفبای جنایت، آگاتا کریستی، تهران: جامی، ۱۳۷۲.
- پرده، آگاتا کریستی، تهران: جامی، ۱۳۷۳.
- انسان در گذرگاه تکامل، ایلین - سگال، تهران: امیرکبیر، چاپ سوم ۱۳۵۵.
- انسان دنیای خود را گسترش می‌دهد، ایلین - سگال، تهران: امیرکبیر، چاپ دوم ۱۳۵۵.
- جین ایر (متن کامل)، شارلوت برونته، تهران: جامی، چاپ ششم ۱۳۸۴.
- بودا و اندیشه‌های او، سادهاتیسا، تهران: جامی، ۱۳۸۲.
- رومن رولان و گاندی، بخش فرهنگی وزارت اطلاعات هند، تهران: مؤسسه مطالعات تاریخ معاصر ایران، ۱۳۸۶.
- شازده کوچولو، آنتوان دو سنت‌اگزوپری، تهران: انتشارات جامی، ۱۳۷۳.